# Сёренсен, Якоб (футболист, 1998)
Якоб Лунги Сёренсен (дат. Jacob Lungi Sørensen; род. 3 марта 1998, Эсбьерг, Дания) — датский футболист, полузащитник.

## Клубная карьера
Сёренсен — воспитанник клуба «Эсбьерг» из своего родного города. 1 декабря 2016 года в матче против «Оденсе» он дебютировал в датской Суперлиге. По итогам сезона клубу вылетел из элиты, но игрок остался в команде. 24 августа 2017 года в поединке против «Скиве» Якоб забил свой первый гол за «Эсбьерг». По итогам сезона он помог клубу вернуться в элиту. Летом 2020 года Сёренсен перешёл в английский «Норвич Сити», подписав контракт на 3 года.